# چاچایکومانی
چاچایکومانی (به اسپانیایی: Chachacomani) یک کوه در بولیوی است که در شهرستان لاپاز (بولیوی) واقع شده‌است. چاچایکومانی ۶٬۰۷۴٫۱۳ متر بالاتر از سطح دریا واقع شده‌است.